# 高島雅羅
高島 雅羅（たかしま がら、1954年3月2日 - ）は、日本の女優、声優である。東京都台東区浅草出身。青二プロダクション所属。

## 経歴
父は肉屋を営んでいた。
実践女子学園中学校・高等学校卒業後、当初はビジネスイベントのナレーターをしており、来場者に大手電機メーカーの最新コンピュータの説明をする仕事をしていた。コンピュータの知識はなく、ある時客から製品の機能について質問されて絶句して張り付いた笑顔のまま、「それでは説明を始めます」と説明。そのことについてショックで、「喋ることは好きだったが、中身のない飾り物になることが嫌だ」と目が覚める。
その当時、アナウンサー学校をしていた知人がいたものの、その知人は芝居をしたかったためサークルのようなものを作っていた。講師を呼んで勉強していたその知人に「人が足りないから、ちょっと遊びにおいでよ」と誘われて行ったところ、講師として来ていた村松康雄に「女の子足りないから、キミこれちょっと読んでごらん」と言われて読んだところ、スラスラ読んでいくうちに面白くなった。その時に「セリフのほうが楽しい」と思い、同人舎プロダクションに所属して、吹き替えの仕事を貰って声優としての活動を始める。
劇団薔薇座出身で、野沢那智の下で演技の指導を受けた。演技指導の厳しさで知られていた野沢も、高島の実力を高く評価している。塩屋翼は1985年ごろの高島を「カッコ良くて僕の憧れの人」「映画スターみたいな人だった」と述懐している。
初レギュラーは1978年、『新・エースをねらえ!』の滝みちる役となる。
2008年4月より東京俳優生活協同組合からアクロス エンタテインメントに移籍。2009年10月まで所属していた。その後、フリーの期間を経て、2010年に俳協に復帰。2018年1月1日に青二プロダクションに移籍。
2015年、第9回声優アワード「高橋和枝賞」を受賞。

## 人物
音域はメゾソプラノ。
デミ・ムーアをはじめ、ジュリア・ロバーツ、シャロン・ストーン、ジョディ・フォスターなど多数の海外ヒロインの吹き替えを担当。
夫は同じく声優の銀河万丈。
資格・免許は調理師免許。趣味は園芸。特技はジャズダンス、クラシックバレエ。

## 出演
太字はメインキャラクター。

### テレビアニメ
1977年
- あしたへアタック!（深川なつこ）

1978年
- 宇宙戦艦ヤマト2（アンドロコインダー）
- 新・エースをねらえ!（滝みちる）
- ルパン三世（PART2）（1978年 - 1980年）

1979年
- 赤毛のアン（ダイアナ・バリー）
- 闘士ゴーディアン（サオリ）
- 花の子ルンルン（マルガレーテ）
- ベルサイユのばら（1979年 - 1980年）

1980年
- ゼンダマン（天女）
- 伝説巨神イデオン（ルクク・キル）
- 無敵ロボ トライダーG7（弘志）

1981年
- おはよう!スパンク
- 最強ロボ ダイオージャ（少年）
- 新・ど根性ガエル
- 太陽の牙ダグラム（デイジー・オーセル）
- 鉄腕アトム（第2作）（本田、ムウムウ）
- ドラえもん（テレビ朝日版第1期）（いたわりロボット）
- ほかほか家族（山野幸子）
- 野生のさけび
- 名犬ジョリィ

1982年
- おちゃめ神物語コロコロポロン（エウリュディケ）
- 科学救助隊テクノボイジャー（グランの妻）
- ゲームセンターあらし（エリカ能登）
- 銀河旋風ブライガー（1981年 - 1982年、アナスタシア、エヴァ）
- スペースコブラ（1982年 - 1983年、ドミニク・ロイヤル 他）
- 新 みつばちマーヤの冒険（ホワイティー）
- ダッシュ勝平（岡崎あつ子）
- 魔法のプリンセス ミンキーモモ（エリカ、サラ）

1983年
- 銀河烈風バクシンガー（ソニア・マルレーン）
- 聖戦士ダンバイン（チヨ）

1984年
- The・かぼちゃワイン（百合子）
- 巨神ゴーグ（レイディ・リンクス）
- パーマン（女、ユキの母）
- 魔法の妖精ペルシャ（1984年 - 1985年、速水久美）
- ミームいろいろ夢の旅

1985年
- 悪魔島のプリンス 三つ目がとおる（和登千代子）
- 機動戦士Ζガンダム（ヒルダ・ビダン）
- キャッツ・アイ
- 星銃士ビスマルク

1986年
- 宇宙船サジタリウス（ピート）
- 三国志II 天翔ける英雄たち（鈴明）
- 生徒諸君!心に緑のネッカチーフを（北城未知子）
- タッチ（柏葉令子）
- めぞん一刻（みどり、九条明日菜の母、ひよ子）

1987年
- ウルトラB（霧町カスミ）
- エスパー魔美（伸一のママ）
- 機甲戦記ドラグナー（オードリー）
- グリム名作劇場（1987年 - 1989年、鏡、ハンナ、その女房、女房） - 2シリーズ
- ゲゲゲの鬼太郎（第3作）（比丘尼）
- シティーハンター（村越さおり）
- 新メイプルタウン物語 パームタウン編（アンヌ）
- 北斗の拳2（サヤカ）

1988年
- F-エフ（静江）
- 美味しんぼ（真山信子）
- 陽あたり良好!（かすみの母）
- ホワッツマイケル

1989年
- 昆虫物語 みなしごハッチ（シロアリの女王）

1991年
- 緊急発進セイバーキッズ（ラムーア博士、ヒルズ）
- どろろんぱっ!（サオリ）

1992年
- それいけ!アンパンマン（1992年 - 2022年、ヨーカンマダム、リャンメンさん、氷の女王〈3代目〉）

1994年
- 銀河戦国群雄伝ライ（独眼竜正宗）
- 七つの海のティコ（メグ・タフト）
- ヤマトタケル（キヌヌイ）

1996年
- B'T-X（B'Tマックス）
- 名探偵コナン（1996年 - 2024年、妃英理）
- るろうに剣心 -明治剣客浪漫譚-（鶴世）

1997年
- CLAMP学園探偵団（蘇芳の母）

1998年
- カウボーイビバップ（ジュリア）
- サイレントメビウス（ローザ・シャイアン）

1999年
- 週刊ストーリーランド（ナレーション、江藤美代子、ナンシー、夏目マリ、奥様）
- 星界の紋章（レクシュ・ウェフ＝ローベル・プラキア）
- ゾイド -ZOIDS-（1999年 - 2000年、ルイーズ）
- 魔法使いTai!（天野梓）

2000年
- ゲートキーパーズ（貴婦人）
- 星界の戦旗（レクシュ・ウェフ＝ローベル・プラキア）

2001年
- Z.O.E Dolores, i（リンダ・ローランド）
- ナジカ電撃作戦

2002年
- 藍より青し（葵の母）
- アクエリアンエイジ Sign for Evolution（雪邑未郷）
- フルメタル・パニック!（女医）

2003年
- 宇宙のステルヴィア（地球政府首相）
- 攻殻機動隊 STAND ALONE COMPLEX（シーモア）
- 高橋留美子劇場（華子）
- 人間交差点（野口みずほ）
- ブラック・ジャック2時間スペシャル 〜命をめぐる4つの奇跡〜（ワットマン）

2004年
- 絢爛舞踏祭 ザ・マーズ・デイブレイク（MAKI）
- マリア様がみてる〜春〜（池上弓子）

2005年
- 英國戀物語エマ（2005年 - 2007年、ドロテア・メルダース） - 2シリーズ
- SPEED GRAPHER（天王洲神泉）
- MONSTER（双子の母親）
- 雪の女王（フリース伯爵夫人）
- ブラック・ジャック（マギーの母）

2006年
- ああっ女神さまっ それぞれの翼（ヒルド）
- あたしンち（エミのママ、婦人）
- エンジェル・ハート（女社長）
- ブラック・ジャック21（蓮花）

2007年
- エル・カザド（フリーダ）
- Devil May Cry（アマンダ）
- Master of Epic The Animation Age（パンデモス・女 他）

2008年
- きらりん☆レボリューション STAGE3（花咲かれん）
- 銀魂（乙姫）
- スレイヤーズREVOLUTION（ジョコンダ公爵）
- ミチコとハッチン（アナスタシア）

2010年
- ご姉弟物語（田代）
- COBRA THE ANIMATION（アフラ・マズダ）
- ちゅーぶら!!（鷺沢葉子）

2012年
- 黄昏乙女×アムネジア（庚紫子〈老年期〉）
- ヨルムンガンド（アマーリア・トロホブスキー） - 2シリーズ

2013年
- LINE TOWN（ムーン母）

2014年
- ドラゴンコレクション（太古の神〈水〉）

2016年
- orange（翔の祖母）
- 名探偵コナン エピソード“ONE” 小さくなった名探偵（妃英理）

2018年
- ヴァイオレット・エヴァーガーデン（ブーゲンビリア夫人）
- ゲゲゲの鬼太郎（第6作）（淑子）

2019年
- 賢者の孫（メリダ＝ボーウェン）

2020年
- 歌舞伎町シャーロック（ちよ）
- BNA ビー・エヌ・エー（バルバレイ・ロゼ）
- GREAT PRETENDER（朱雀アケミ）

2021年
- takt op.Destiny（ブラウン夫人）

2022年
- RWBY 氷雪帝国（ウィロウ・シュニー）

2023年
- ノケモノたちの夜（イベルタ）

2024年
- 花野井くんと恋の病（花野井くんの祖母）

### 劇場アニメ
1979年
- エースをねらえ!（滝みちる）

1982年
- 新・ど根性ガエル ど根性・夢枕

1983年
- チョロQダグラム
- ドキュメント 太陽の牙ダグラム（デイジー）
- 忍者ハットリくん ニンニンふるさと大作戦の巻（メカ忍7号）

1984年
- 忍者ハットリくん+パーマン 超能力ウォーズ（係員）

1985年
- 忍者ハットリくん+パーマン 忍者怪獣ジッポウVSミラクル卵（婦人）

1986年
- ウインダリア（ドルイド）

1987年
- タッチ3 君が通り過ぎたあとに（柏葉令子）
- バリバリ伝説

1989年
- ドラえもん のび太の日本誕生（ツチダマ）

1991年
- サイレントメビウス（レビア・マーベリック）

1993年
- 獣兵衛忍風帖（紅里）

1995年
- MEMORIES「彼女の想いで」（エヴァ）

1998年
- 機動戦士ガンダム 第08MS小隊 ミラーズ・リポート（アリス・ミラー）
- 名探偵コナン 14番目の標的（妃英理）

2000年
- 名探偵コナン 瞳の中の暗殺者（妃英理）

2004年
- 名探偵コナン 銀翼の奇術師（妃英理）

2005年
- 機動戦士Ζガンダム A New Translation -星を継ぐ者-（ヒルダ・ビダン）

2006年
- 名探偵コナン 探偵たちの鎮魂歌（妃英理）

2007年
- EX MACHINA -エクスマキナ-（アテナ）

2012年
- ドラゴンエイジ -ブラッドメイジの聖戦-（ディヴァイン）

2018年
- 名探偵コナン ゼロの執行人（妃英理）

2021年
- フラ・フラダンス（早坂先生）

2022年
- 私に天使が舞い降りた! プレシャス・フレンズ（桜）

### OVA
1985年
- ダーティペアの大勝負 ノーランディアの謎（コニー）

1986年
- バリバリ伝説 PART I 筑波編（みゆきの母）

1987年
- 傷追い人（ジジ）
- ヘル・ターゲット（メリル・ブラウン）

1988年
- Crying フリーマン（ニーナヘブン）
- 神州魑魅変（内藤織絵）
- ハーバーライト物語（叔母）

1990年
- 冒険!イクサー3（インセクト）
- マッド★ブル34（ベリン）

1991年
- 有閑倶楽部 犬猫まるごとHOWマッチ（理事長）
- 鎧伝サムライトルーパー MESSAGE -（すずなぎの母）

1992年
- 宝島メモリアル「夕凪と呼ばれた男」（島の女）

1993年
- 人魚の傷（美沙）

1995年
- 鬼切丸（鬼）
- 新海底軍艦（有坂志乃）
- YAMATO2520（コンピュータボイス、古代宇宙人）

1997年
- B'T-X NEO（B'Tマックス）

1998年
- 青の6号（ギルフォード将軍）
- クイーン・エメラルダス（サイレン）
- 聖少女艦隊バージンフリート（広瀬英麻呂）

2000年
- ピチューとピカチュウのふゆやすみ2001（ナレーション）

2002年
- 名探偵コナン 16人の容疑者!?（妃英理）

2006年
- トップをねらえ2!（艦隊司令）

2009年
- 名探偵コナン MAGIC FILE3 新一と蘭・麻雀牌と七夕の思い出（妃英理）

2011年
- ああっ女神さまっ いつも二人で（ヒルド）

### Webアニメ
- 名探偵コナン 逃亡者・毛利小五郎（2014年、妃英理）

### ゲーム
1991年
- 天使の詩

1999年
- 聖少女艦隊バージンフリート（広瀬英麻呂）

2000年
- クイズ ああっ女神さまっ 〜闘う翼とともに〜（ヒルド）

2003年
- ゲゲゲの鬼太郎 異聞妖怪奇譚
- ゲゲゲの鬼太郎 逆襲!妖魔大血戦

2004年
- 007 エブリシング オア ナッシング（エージェント・マイア・スターリング）PlayStation 2版、ニンテンドー ゲームキューブ版

2005年
- 怪盗スライ・クーパー2（コンテッサ）
- コブラ・ザ・アーケード（ドミニク、アイアンヘッド）

2007年
- SDガンダム GGENERATION（2007年 - 2016年、『08小隊』ナレーション、ヒルダ・ビダン） - 2作品

2008年
- カドゥケウス ニューブラッド（アイリーン・クアトロ）

2011年
- 魔人と失われた王国（ランダ）

2013年
- スーパーロボット大戦OGサーガ 魔装機神III PRIDE OF JUSTICE（マーレイア・ザニア・ベリファイト）
- 青春はじめました!（山王堂花恵）

2014年
- KNACK（議長）

2015年
- ファイナルファンタジーXIV（デュララ大司教）

2016年
- 逆転裁判6（ガラン・シガタール・クライン）
- レゴ スター・ウォーズ/フォースの覚醒（レイア・オーガナ）

2020年
- ファイナルファンタジーVII リメイク（エルミナ・ゲインズブール）

2022年
- ソニックフロンティア（THE END〈女性声〉）

2024年
- ファイナルファンタジーVII リバース

### ドラマCD
- サンダーバード秘密基地セット（1992年、ペネロープ・クレイトン=ワード）
- 7SEEDS（2003年、早乙女牡丹）

### 吹き替え

#### 担当女優
アンジェラ・バセット
- サバイバー（クレイン駐英大使）
- ミッション:インポッシブルシリーズ（エリカ・スローン）
  - ミッション:インポッシブル/フォールアウト
  - ミッション:インポッシブル/ファイナル・レコニング

アンジェリカ・ヒューストン
- アダムス・ファミリー（モーティシア・アダムス）※ソフト版
- ティンカー・ベル シリーズ（クラリオン女王）
  - ティンカー・ベル
  - ティンカー・ベルと月の石
  - ピクシー・ホロウ・ゲームズ 妖精たちの祭典
  - ティンカー・ベルと輝く羽の秘密
  - ティンカー・ベルとネバーランドの海賊船
  - ティンカー・ベルと流れ星の伝説

- マンハッタン殺人ミステリー（マーシャ・フォックス）

アンディ・マクダウェル
- クリスマスがくれたもの（デビー・コリンズ）
- クローンズ（ローラ・キニー）
- 恋はデジャ・ブ（リタ・ハンソン）
- バッド・ガールズ（アイリーン・スペンサー）※ソフト版
- ハドソン・ホーク（アンナ・パラグリー）※ソフト版

イザベラ・ロッセリーニ
- 今ひとたび（マリア・ハーディ）
- 永遠に美しく…（リスル・フォン・ルーマン）※ソフト版
- フレンズ シーズン3 #5（本人役）

エイミー・ヤスベック
- プロブレム・チャイルド/うわさの問題児（フロー・ヒーリー）
- プロブレム・チャイルド2（アニー・ヤング）
- マスク（ペギー・ブラント）※日本テレビ版
- レスリー・ニールセンのドラキュラ（ミーナ・マーレイ）

エマ・トンプソン
- 新しい人生のはじめかた（ケイト・ウォーカー）
- ナニー・マクフィーの魔法のステッキ（ナニー・マクフィー）※劇場公開版
- ナニー・マクフィーと空飛ぶ子ブタ（ナニー・マクフィー）
- ブリジット・ジョーンズの日記 ダメな私の最後のモテ期（ドクター・ローリングス）
- ミッシング・リンク 英国紳士と秘密の相棒（長老）
- メン・イン・ブラック3（エージェントO）
- メン・イン・ブラック:インターナショナル（エージェントO）
- ラスト・クリスマス（ペトラ）
- ラブ・アクチュアリー（カレン）

キム・ベイシンガー
- あの日、欲望の大地で（ジーナ）
- L.A.コンフィデンシャル（リン・ブラッケン）※ソフト版
- サード・パーソン（エレイン）
- トラブル IN ベガス（ハーモニー・ジョーンズ）
- 花嫁はエイリアン（セレステ）
- ブレス・ザ・チャイルド（マギー・オコナー）
- リベンジ・マッチ（サリー）

キャリー・フィッシャー
- スター・ウォーズシリーズ（レイア・オーガナ）
  - スター・ウォーズ エピソード4/新たなる希望 ※ソフト版
  - スター・ウォーズ エピソード5/帝国の逆襲 ※ソフト版
  - スター・ウォーズ エピソード6/ジェダイの帰還 ※ソフト版
  - スター・ウォーズ/フォースの覚醒
  - スター・ウォーズ/最後のジェダイ
  - スター・ウォーズ/スカイウォーカーの夜明け

- メイフィールドの怪人たち（キャロル・ピーターソン）※テレビ朝日版

クリスティン・スコット・トーマス
- 海辺の家（ロビン・キンボール）
- トゥームレイダー ファースト・ミッション（アナ・ミラー）
- 窓際のスパイ（ダイアナ）
- ランダム・ハーツ（ケイ・チャンドラー）※ソフト版

ケイト・ブランシェット
- バンディッツ（ケイト・ウィーラー）※ソフト版
- 耳に残るは君の歌声（ローラ）
- ロスト・ストーリー（ジュリアン）

スーザン・サランドン
- イーストウィックの魔女たち（ジェーン）※TBS版
- 6888郵便大隊（エレノア・ルーズベルト）
- マダム・メドラー おせっかいは幸せの始まり（マーニー）
- ロッキー・ホラー・ショー（ジャネット・ワイズ）※TBS版

ジーナ・デイヴィス
- エクソシスト（アンジェラ・ランス）
- ザ・フライ（ヴェロニカ・クエイフ）※フジテレビ版
- スチュアート・リトルシリーズ（エレノア・リトル）
  - スチュアート・リトル ※ソフト版
  - スチュアート・リトル2
  - スチュアート・リトル3 森の仲間と大冒険

- ナイトライダー シーズン2 #6（グレース・ファラン）
- ビートルジュース（バーバラ・メイトランド）※機内上映版
- プリティ・リーグ（ドティ・ヒンソン）※ソフト版

ジェーン・シーモア
- 地獄のプリズナー/狙われた美人教師（ローラ・ヘンドリックス）
- シンドバッド虎の目大冒険（ファラー姫）※ソフト版・TBS版
- ふたりは最高!ダーマ&グレッグ シーズン1 #19（本人）
- 名探偵ベンジー（ジャッキー・ハワード）

ジェイミー・リー・カーティス
- 危険な動物たち（ウィラ・ウェストン）
- テイラー・オブ・パナマ（ルイーザ）
- ニコラスの贈りもの（マギー・グリーン）※VHS版
- フォーエヴァー・ヤング 時を超えた告白（クレア）※テレビ朝日版
- ワンダとダイヤと優しい奴ら（ワンダ）

シガニー・ウィーバー
- アバター:ウェイ・オブ・ウォーター（グレース）
- バンテージ・ポイント（レックス・ブルックス）
- レディ・ガイ（Dr.レイチェル・ジェーン）

シャロン・ストーン
- 刑事ニコ/法の死角（サラ・トスカーニ）※ソフト版
- シザーズ/氷の誘惑（アンジー・アンダーソン）
- スフィア（エリザベス・“ベス”・ハルパリン博士）
- 血と砂（ドンナ・ソル）
- トータル・リコール（ローリー）※ソフト版
- ボビー（ミリアム・エバース）

ジュリア・ロバーツ
- 世界中がアイ・ラヴ・ユー（ヴォン）
- プリティ・ウーマン（ビビアン・ワード）※フジテレビ版
- プレタポルテ（アン・アイゼンハウアー）
- マグノリアの花たち（シェルビー）※ソフト版
- ミスティック・ピザ（デイジー・アルージョ）

ジュリアン・ムーア
- アリスのままで（アリス・ハウランド）
- 逃亡者（アン・イーストマン）※テレビ朝日版
- マグノリア（リンダ・パートリッジ）

ジョアンヌ・ウォーリー
- ウィロー（ソーシャ）※ソフト版
  - ウィロー

- ネイビー・シールズ（クレア）※VHS版
- マザーズボーイ/危険な再会（キャリー・ハーランド）
- もういちど殺して/キル・ミー・アゲイン（フェイ・フォレスター）※VHS版

シンシア・ローズ
- ステイン・アライブ（ジャッキー）
- ダーティ・ダンシング（ペニー・ジョンソン）※フジテレビ版
- フラッシュダンス（ティナ・テック）

ダイアン・レイン
- 愛と青春の鼓動（ジーナ・ワイラー）
- グラスハウス（エリン・グラス）※テレビ朝日版
- ジャッジ・ドレッド（ジャッジ・ハーシー）※ソフト版
- マイ・ドッグ・スキップ（エレン・モリス）

ダリル・ハンナ
- ウォール街（ダリアン・テイラー）※テレビ朝日版
- クレイジー・ピープル（キャシー・バージェス）
- フランキー・ザ・フライ（マーガレット）
- プランケット城への招待状（メアリー・プランケット・ブロガン）
- ブレードランナー（プリス）※TBS版

デミ・ムーア
- 愛を殺さないで（シンシア・ケロッグ）
- ア・フュー・グッドメン（ジョアン・ギャロウェイ少佐）
- 俺たちは天使じゃない（モリー）
- ゴースト/ニューヨークの幻（モリー・ジェンセン）※ソフト版
- 幸せがおカネで買えるワケ（ケイト）
- スカーレット・レター（ヘスター・プリン）
- 素顔のままで（エリン・グラント）※ソフト版
- スリーウイメン/この壁が話せたら（クレア）
- チャーリーズ・エンジェル フルスロットル（マディソン・リー）※テレビ朝日版
- BRAVE NEW WORLD/ブレイブ・ニュー・ワールド（リンダ）

バーバラ・ハーシー
- 勝利への旅立ち（マイラ・フリーナー）
- ナチュラル（ハリエット・バード）※テレビ朝日版
- ハンナとその姉妹（リー）
- フォエバー・フレンズ（ヒラリー・ホイットニー）※テレビ東京版
- フォーリング・ダウン（エリザベス）※ソフト版

マーグ・ヘルゲンバーガー
- アンダー・ザ・ドーム3（クリスティン・プライス）
- イン・グッド・カンパニー（アン・フォアマン）
- サイバー諜報員 〜インテリジェンス〜（リリアン・ストランド）
- CSI:科学捜査班（キャサリン・ウィロウズ）
- 死にたいほどの夜（リジー）
- スピーシーズ 種の起源（ローラ・ベイカー）※テレビ朝日版

マデリーン・ストウ
- クローン（マヤ・オーラム）
- 黄昏のチャイナタウン（リリアン・ボディーン）
- チャイナ・ムーン/魔性の女 白い肌に秘められた殺意（レイチェル・マンロー）
- バッド・ガールズ（コーディ）※テレビ朝日版
- 張り込み（マリア）※日本テレビ版
- 不法侵入（カレン）※テレビ朝日版
- マイ・ハート、マイ・ラブ（グレイシー）
- ミッシング・ハイウェイ（センガ・ウィルソン）
- リベンジ（ミリエア・メンデス）※テレビ朝日版

ミア・ファロー
- オーメン（ベイロック夫人）
- カイロの紫のバラ（シシリア〈ミア・ファロー〉）※テレビ朝日版
- プライベート・パーツ（本人役）

ミシェル・ファイファー
- アントマン&ワスプ（ジャネット・ヴァン・ダイン）
- アントマン&ワスプ:クアントマニア（ジャネット・ヴァン・ダイン）
- シンドバッド 7つの海の伝説（エリス）
- スカーフェイス（エルヴィラ・ハンコック）※テレビ東京版
- ダーク・シャドウ（エリザベス・コリンズ・ストッダード）
- ディープエンド・オブ・オーシャン（ベス）
- ニューイヤーズ・イブ（イングリッド・ウィザース）
- ファーストレディ（ベティ・フォード）
- マザー!（女性）
- 真夏の夜の夢（タイタニア）
- マペット放送局
- マラヴィータ（マギー・ブレイク）

メアリー・エリザベス・マストラントニオ
- アビス（リンジー・ブリッグマン）※ソフト版
- 訴訟（マギー・ワード）
- ハスラー2（カルメン）
- リミットレス（ナズリーン・“ナズ”・ポーラン）

メアリー・スティーンバージェン
- あなたは私の婿になる（グレース・パクストン）
- クリスマスに届いた愛（ジニー・グレンジャー）
- タイム・アフター・タイム（エイミー・ロビンス）
- トラブル・ファミリー ぼくの○×絵日記
- バックマン家の人々（カレン）※VHS版
- フィラデルフィア（ベリンダ・コーニン弁護士）
- ブルックリンの恋人たち（カレン・エリス）
- ヘルプ 〜心がつなぐストーリー〜（エレーン・スタイン）
- 夢の降る街（ステラ）
- ラストベガス（ダイアナ・ボイル）
- ロング・トレイル!（ジェニー）

メラニー・グリフィス
- 嵐の中で輝いて（リンダ・ヴォス）※ソフト版
- セレブリティ（ニコール・オリヴァー）
- HAWAII FIVE-0 シーズン4（クララ・ウィリアムズ）
- ボディ・ダブル（ホリー・ボディ）
- ワーキング・ガール（テス・マクギル）※テレビ朝日版

メリル・ストリープ
- A.I.（ブルー・フェアリー）※ソフト版
- ザ・プロム（ディーディー・アレン）
- ストーリー・オブ・マイライフ/わたしの若草物語（マーチおばさん）
- ビッグ・リトル・ライズ（メアリー・ルイーズ・ライト）
- ペンタゴン・ペーパーズ/最高機密文書（キャサリン・グラハム）
- マーガレット・サッチャー 鉄の女の涙（マーガレット・サッチャー）

リー・トンプソン
- さよなら魔法使い（シビル）
- バック・トゥ・ザ・フューチャーシリーズ ※テレビ朝日版
  - バック・トゥ・ザ・フューチャー（ロレイン・ベインズ・マクフライ）
  - バック・トゥ・ザ・フューチャー PART2（ロレイン・ベインズ・マクフライ）
  - バック・トゥ・ザ・フューチャー PART3（ロレイン・ベインズ・マクフライ / マギー・マクフライ）

リンダ・ハミルトン
- ザ・ターゲット（アマンダ・ギヴンズ）
- ターミネーター（サラ・コナー）※旧VHS版
- 美女と野獣（キャサリン・チャンドラー）

レネ・ルッソ
- トゥー・フォー・ザ・マネー（トニー・エイブラムス）
- ベルベット・バズソー: 血塗られたギャラリー（ロードラ・ヘイズ）
- ヘレンとフランクと18人の子供たち（ヘレン）
- 身代金（ケイト・ミュレン）※ソフト版
- メジャーリーグ（リン・ウェルズ）※ソフト版
- リーサル・ウェポン3（ローナ・コール）※ソフト版
- リーサル・ウェポン4（ローナ・コール）※ソフト版

レベッカ・デモーネイ
- 三銃士（ミラディ・ド・ウィンター）※ソフト版
- 卒業白書（ラナ）
- バックドラフト（ヘレン）※フジテレビ版
- 暴走機関車（サラ）※TBS版

ローラ・リニー
- 愛についてのキンゼイ・レポート（クララ・マクミレン）
- アメリカを売った男（ケイト・バロウズ）
- トゥルーマン・ショー（メリル・バーバンク）※フジテレビ版
- ハドソン川の奇跡（ローリー・サレンバーガー）※ソフト版

ロザンナ・アークエット
- イントルーダー 怒りの翼（キャリー）※ソフト版
- 隣のヒットマン（ソフィ・オゼランスキー）
- ライアー（ケネソウ夫人）

#### 映画
- 愛と哀しみの旅路（リリー・カワムラ〈タムリン・トミタ〉）※ソフト版
- アウト・フォー・ジャスティス（パティ・マダーノ〈ジーナ・ガーション〉）※テレビ朝日版
- アガサ・クリスティーの奥さまは名探偵（プリュダンス・ベレスフォルド〈カトリーヌ・フロ〉）
- 悪魔を憐れむ歌（グレタ・ミラノ〈エンベス・デイヴィッツ〉）※フジテレビ版
- アザー・ピープルズ・マネー（ケイト・サリヴァン〈ペネロープ・アン・ミラー〉）
- あなただけ今晩は（アマゾン・アニー）※TBS版
- アニマル大戦争（マンディ・ヤング〈スーザン・バックリニー〉）
- アニマル・ハウス（ケイティ〈カレン・アレン〉）※テレビ朝日版
- アメリカン・ガン（ペニー・ティルマン〈ヴァージニア・マドセン〉）
- 嵐が丘（エミリー・ブロンテ〈シネイド・オコナー〉）
- アンナと王様（アンナ・レオノーウェンズ〈ジョディ・フォスター〉）※ソフト版
- イコライザー（スーザン・プラマー〈メリッサ・レオ〉）
  - イコライザー2[58]
- 1911（隆裕皇太后〈ジョアン・チェン〉）
- イノセントマン/仕組まれた罠（ケイト・レインウッド〈ライラ・ロビンズ〉）
- 今そこにある危機（キャシー〈アン・アーチャー〉）※テレビ朝日版
- インソムニア（レイチェル・クレメント〈モーラ・ティアニー〉）※テレビ東京版
- イントルーダーズ/第四の遭遇（メアリー・ウィルクス〈メア・ウィニンガム〉）
- インファナル・アフェア 無間序曲（マリー〈カリーナ・ラウ〉）※ソフト版
- インフェルノ（ローズ・エリオット〈アイリーン・ミラクル〉）※テレビ東京版、（エリーゼ〈ダリア・ニコロディ〉）※TBS版
- ヴァイラス（ナディア〈ジョアンナ・パクラ〉）※ソフト版
- ウインズ（アビゲイル・ウェルド〈レベッカ・ミラー〉）
- ウェディング・シンガー（リンダ〈アンジェラ・フェザーストーン〉）
- ウェドロック（ノエル〈ジョアン・チェン〉）※VHS版
- ヴェノム:レット・ゼア・ビー・カーネイジ[59]
- 歌え!ロレッタ愛のために（パッツィ・クライン〈ビヴァリー・ダンジェロ〉）
- 宇宙からのツタンカーメン（ジェニー）
- 宇宙少女ゼノン（アストリッド・カー）
- 海を飛ぶ夢（フリア〈ベレン・ルエダ〉）
- A.I.（パトリシア）※ソフト版
- エージェント・ウルトラ（ヴィクトリア・ラセター〈コニー・ブリットン〉）
- エア★アメリカ（コリンヌ・ランドロー〈ナンシー・トラヴィス〉）※ソフト版
- エイセス/大空の誓い（アンナ）※ソフト版
- エイリアン2（フェッロ〈コレット・ヒラー〉）※TBS版
- L.A.大捜査線/狼たちの街（ビアンカ・トーレス）
- エマニュエル（ドナ〈デボラ・パワー〉）※テレビ朝日版
- エンジェル（ハーマイオニー・ギルブライト〈シャーロット・ランプリング〉）
- エンゼル・ハート（コニー）※テレビ朝日版
- エンティティー 霊体（シンディ・ナッシュ〈マーガレット・ブライ〉）※テレビ朝日版
- エンドゲーム 大統領最期の日（大統領夫人〈アン・アーチャー〉）
- オードリー・ヘプバーン（ミタ・ウンガロ〈本人〉[60]）
- オーバー・ザ・トップ（クリスティーナ・カトラー〈スーザン・ブレイクリー〉）※テレビ朝日版）
- 追いつめられて（ニーナ・ビーカ〈イマン・アブドゥルマジド〉）※テレビ朝日版
- おかしな関係（ローラ・クーパー〈ケイト・キャプショー〉）
- オズ（エムおばさん〈パイパー・ローリー〉）※フジテレビ版
- オスカー（ソフィア・プロヴォローン〈オルネラ・ムーティ〉）
- お葬式だよ全員集合!（エイミー・スカンラン）
- オプ・センター（パム・ブルーストーン〈リンゼイ・フロスト〉）※VHS版
- ガーデン（カーター〈オリヴィア・ハッセー〉）
- ガールズ ※フジテレビ版
- 海外特派員（キャロル・フィッシャー〈ラレイン・デイ〉）
- 過去へ旅した女（エリザベス・ハリントン）
- 火星人ゴーホーム!（ジェーン・ブキャナン〈アニタ・モリス〉）
- 合衆国壊滅 M10.5
- ガバリン（ターニャ〈メアリー・ステイヴィン〉）
- 兜 KABUTO（セシリア〈ポリー・ウォーカー〉）
- 華麗なる賭け（グウェン）※フジテレビ版
- 彼と彼女の第2章（エレン・アンドリュース〈デブラ・ウィンガー〉）
- ガントレット（ガス・マリー〈ソンドラ・ロック〉）
- カンフーキッド/好小子（女店員）
- 記憶探偵と鍵のかかった少女（ミシェル・グリーン〈サスキア・リーヴス〉）
- 危険な微笑/氷の情事がこわれるとき?（ローラ・ケイン〈ショーン・ヤング〉）
- キッド（ディアドレ・ラフィーヴァー〈ジーン・スマート〉）
- 君がほほえむ瞬間（レイチェル・マーティン〈レイチェル・ティコティン〉）
- キャット・ピープル（アリス〈アネット・オトゥール〉）※フジテレビ版
- キャノンボール2（ジル〈スーザン・アントン〉）
- キャノンボール3 新しき挑戦者たち（マーガレット〈シャーリー・ベラフォンテ〉）※TBS版
- ギャラクシー・オブ・テラー/恐怖の惑星（デミア〈タフィー・オコンネル〉）
- 恐怖に襲われた街（ノラ・エルメール〈レア・マッサリ〉）
- キング・コング（アン・ダロウ〈フェイ・レイ〉）※TBS版
- クラッシュ（キャサリン・バラード〈デボラ・カーラ・アンガー〉）
- クライシス2050（アレックス〈アナベル・スコフィールド〉）※日本テレビ版
- グランドゼロ（パット・デントン）
- クリスティーン（リー・キャボット〈アレクサンドラ・ポール〉）※テレビ朝日版
- クリス・ファーレイはトミーボーイ（ベヴァリー〈ボー・デレク〉）
- クロコダイル・ダンディー（スー・チャールトン〈リンダ・コズラウスキー〉）※テレビ朝日版
- K-9/友情に輝く星（トレーシー〈メル・ハリス〉）※テレビ朝日版
- K-911（ウェルズ巡査部長）
- ケープ・フィアー（リー・ボーデン〈ジェシカ・ラング〉）※テレビ朝日版
- 激突!キョンシー小僧VS史上最強のカンフー悪魔軍団（大勇の妻）
- コーキー・ロマーノ FBI潜入捜査官?（ケイト・ルッソ捜査官〈ヴィネッサ・ショウ〉）
- ゴージャス（プウの母〈エレイン・ジン〉）※ポニーキャニオン版
- ゴースト・エージェント/R.I.P.D.（ミルドレッド・プロクター〈メアリー＝ルイーズ・パーカー〉）
- ゴールデン・チャイルド（キー・ナン〈シャーロット・ルイス〉）※フジテレビ版
- 恋のトラブルメーカー（フェイン〈ドゥドゥ・チェン〉）
- 恋人たちの予感（サリー・オルブライト〈メグ・ライアン〉）※ソフト版
- 氷の微笑（ベス・ガーナー〈ジーン・トリプルホーン〉）※ソフト版
- コップス&ロバーソン（ヘレン・ロバーソン〈ダイアン・ウィースト〉）
- コナン・ザ・グレート（魔女）※テレビ朝日版
- コピーキャット（モナハン〈ホリー・ハンター〉）※テレビ東京版
- コブラ（イングリット・ヌードセン〈ブリジット・ニールセン〉）※TBS版
- ゴリラ（エイミー・カミンスキー）※TBS版
- 殺しのドレス（リズ・ブレイク〈ナンシー・アレン〉）※テレビ朝日版
- 殺し屋ハリー/華麗なる挑戦（ベイビー）
- サウンド・オブ・サイレンス（アギー・コンラッド〈ファムケ・ヤンセン〉）※ソフト版
- ザ・カー（マージ）※テレビ朝日版
- サスペリア（サラ〈ステファニア・カッシーニ〉）※テレビ東京版
- ザ・デイ・アフター
- ザ・ファン（ジョエル・スターン〈エレン・バーキン〉）※テレビ朝日版
- サプライズ（オーブリー〈バーバラ・クランプトン〉）
- ザ・マークスマン（アマンダ〈エマ・サムズ〉）
- サンゲリア（アン・ボウルズ〈ティサ・ファロー〉）※TBS版
- サンバーン（ジョアンナ〈ジョーン・グッドフェロー〉）
- シー・オブ・ラブ（ヘレン〈エレン・バーキン〉）※テレビ朝日版
- ジーザス（マリア〈ペルニラ・アウグスト〉）
- 幸せの向う側（エイドリアン・ソーンダース〈ゴールディ・ホーン〉）
- 幸せのレシピ（クリスティーン〈アリヤ・バレイキス〉）
- ジェイン・オースティンの読書会（ジョスリン〈マリア・ベロ〉）
- ジェシカ/妖次元の誘惑（ジェシカ・ジョーンズ〈スーザン・ルッチ〉）
- 地獄のバスターズ（ニコル〈デブラ・バーガー〉[61]）※日本テレビ版
- 地獄のモーテル（テリー〈ニナ・アクセルロッド〉）
- 地獄の黙示録 完全版（ロクサーヌ・サロー〈オーロール・クレマン〉）
- ジャイアント・ベビー（ダイアン・サリンスキー〈マーシャ・ストラスマン〉）※日本テレビ版
- 上海ブルース（シュウ〈シルヴィア・チャン〉）
- 13日の金曜日シリーズ
  - 13日の金曜日（ブレンダ）
  - 13日の金曜日 PART2（サンドラ）※日本テレビ版
  - 13日の金曜日 PART3（デビー）
  - 新・13日の金曜日（ラナ）
  - 13日の金曜日 PART6 ジェイソンは生きていた!（メーガン）
- ジョーズ（エレン・ブロディ〈ロレイン・ゲイリー〉）※テレビ東京版
- ジョーズ2（エレン・ブロディ〈ロレイン・ゲイリー〉[62]）※BSテレ東版
- ジョーズ3（リズ）
- ジョー、満月の島へ行く（ディーディー / アンジェリカ / パトリシア〈メグ・ライアン〉）
- 娼婦ベロニカ（パオラ・フランコ〈ジャクリーン・ビセット〉）
- ジョン・カーペンターの要塞警察（ジュリー）
- 知りすぎていた男（ルーシー・ドレイトン〈ブレンダ・デ・バンシー〉）※BD版
- 人生は、奇跡の詩（ヴィットリア〈ニコレッタ・ブラスキ〉）
- シンバッド七回目の航海（パリサ姫〈キャスリン・グラント〉）
- 新Mr.Boo!鉄板焼（サリー）
- スカイ・ハイ（パワーズ校長〈リンダ・カーター〉）
- スタートレックシリーズ（ディアナ・トロイ〈マリーナ・サーティス〉）
  - スタートレック ジェネレーションズ
  - スタートレック ファーストコンタクト
  - スタートレック 叛乱
  - スタートレック ネメシス
- スティーヴン・キング/痩せゆく男（ハイディ・ハレック）
- スパイダーマン2（ロージー・オクタビアス〈ドナ・マーフィー〉）
- スペースキャット（エリザベス・バートレット〈サンディ・ダンカン〉）
- スペースキャンプ（アンディ〈ケイト・キャプショー〉）
- スリーメン&リトルレディ（シルヴィア・ベニントン〈ナンシー・トラヴィス〉）※スター・チャンネル版
- スリー・リバーズ（ジョー〈サラ・ジェシカ・パーカー〉）※ソフト版
- セクレタリー（ジョアン・ホロウェイ〈レスリー・アン・ウォーレン〉）
- 絶叫屋敷へいらっしゃい（レナルダ）
- セッション9（メアリー・ホッブス）
- セブンス・カース（ベッチー）
- 潜水艦X-1号（女性士官〈ダイアナ・ビーバーズ〉）
- 続・荒野の1ドル銀貨（ハリー〈ロレーラ・デ・ルーカ〉）※テレビ東京版
- ダーティファイター（リン・ハルゼイ＝テイラー〈ソンドラ・ロック〉）
- 対決（エレーナ〈ララ・ハリス〉）
- 大丈夫日記（サリー〈サリー・イップ〉）
- タイム・ガーディアン（アニー）※VHS版
- ダニエル・スティール/ある愛のかたち（ダフネ・フィールズ〈リンゼイ・ワグナー〉）
- ダニエル・スティール/ファミリー・ゲーム〜美しき選択〜（メル〈シェリル・ラッド〉）※テレビ東京版
- 007シリーズ
  - 007/ロシアより愛をこめて（ケリムの女）※TBS旧録版
  - 007は二度死ぬ（リン〈ツァイ・チン〉）※TBS版
  - 女王陛下の007（イスラエルの美女）※TBS版
  - 007/ダイヤモンドは永遠に（ザンパー）※TBS旧録版
  - 007/死ぬのは奴らだ（ロージー〈グロリア・ヘンドリー〉）※TBS旧録版
  - 007/私を愛したスパイ（ナオミ〈キャロライン・マンロー〉）※TBS旧録版
  - 007/ムーンレイカー（マヌエラ）※TBS版
  - 007/消されたライセンス（ルペ・ラモーラ〈タリサ・ソト〉）※JAL機内上映版
  - ネバーセイ・ネバーアゲイン（レディ、パトリシア、シュラブランドの看護師）※機内上映版
- ため息つかせて（サヴァンナ・ジャクソン〈ホイットニー・ヒューストン〉）
- タワーリング・インフェルノ（ジャネット）※日本テレビ版
- チャック・ノリス in ヘルバウンド/地獄のヒーロー5（レスリー〈シェリー・J・ウィルソン〉）※テレビ東京版
- 妻の恋人、夫の愛人（エレナ・ウェッブ〈アンナ・ガリエナ〉）
- ディア・ハンター（アンジェラ〈ルターニャ・アルダ〉）
- ディセント（サラ〈シャウナ・マクドナルド〉）
- ディック・トレイシー（テス・トゥルーハート〈グレン・ヘドリー〉）
- デスクルーズ/欲望の嵐（キット・ノーヴェル〈カレン・アレン〉）
- デスロック/戦略ガス兵器を追え!（スーザン・クリフォード）
- デッドロック（ヘレン・スティール〈ダイアン・ヴェノーラ〉）
- TENET テネット（プリヤ・シン〈ディンパル・カパーディヤー〉[63]）
- デビルズ・ゾーン（ティナ、マネキンの声）
- テンプテーション（謎の女）
- ドアーズ（パトリシア〈キャスリーン・クインラン〉）
- 唐山大地震（リー・ユェンニー〈シュイ・ファン〉）
- ドクター・ドリトルシリーズ（リサ・ドリトル〈クリステン・ウィルソン〉）
  - ドクター・ドリトル ※ソフト版
  - ドクター・ドリトル2 ※ソフト版・テレビ東京版
  - ドクター・ドリトル3
- ドクター・ドリトル（ドラゴン〈フランシス・デ・ラ・トゥーア〉）
- ドク・ハリウッド（ナンシー・リー〈ブリジット・フォンダ〉）※ソフト版
- トッツィー（ジュリー・ニコルズ〈ジェシカ・ラング〉）※フジテレビ版
- ドニー・ダーコ（ローズ・ダーコ〈メアリー・マクドネル〉）
- 友は風の彼方に（ローズ）
- トラウマ/鮮血の叫び（アドリアナ〈パイパー・ローリー〉[64]）
- ドラグネット 正義一直線（コニー・スワイル〈アレクサンドラ・ポール〉[65]）※機内上映版
- ドリームシップ エピソード1/2（メタファ女王）
- ドリスの恋愛妄想適齢期（ドリス・ミラー〈サリー・フィールド〉）
- ドレスの下はからっぽ（バルバラ〈ルネ・シモンセン〉）
- 永遠の語らい（フランチェスカ〈ステファニア・サンドレッリ〉）
- ナイトホークス（パム）※テレビ朝日版
- ナイトメア・シティ（ジェシカ・マーチソン）
- ナインスゲート（リアナ・テルファー〈レナ・オリン〉）※ソフト版
- ナインハーフ2（レア〈アンジー・エヴァーハート〉）
- 名もなきアフリカの地で（イエッテル・レドリッヒ〈ユリアーネ・ケーラー〉）
- 南部の唄（サリー〈ルース・ウォリック〉）※BVHE版
- ニードフル・シングス（ポリー・チャーマーズ〈ボニー・ベデリア〉）
- 2010年（キャロライン・フロイド）※テレビ朝日版
- ニンジャII/修羅ノ章（キャシー）
- バード・オン・ワイヤー（レイチェル〈ジョーン・セヴェランス〉）※テレビ朝日版
- ハード・ターゲット（ナターシャ・ビンダー〈ヤンシー・バトラー〉）※フジテレビ版
- ハートに火をつけて（アン・ベントン〈ジョディ・フォスター〉）※劇場公開版
- バーレスク（テス〈シェール〉）
- バイオ・インフェルノ（ジョニー・モース〈キャスリーン・クインラン〉）
- ハウリング（テリー・フィッシャー）
- ハウリングII（スティルバ〈シビル・ダニング〉）
- 覇拳 ふりむけば修羅（ジュリア〈シベール・フー〉）
- パシフィック・ハイツ（ステファニー・マクドナルド〈ローリー・メトカーフ〉）※VHS版
- 裸の銃を持つ男シリーズ（ジェーン・スペンサー〈プリシラ・プレスリー〉）
  - 裸の銃を持つ男
  - 裸の銃を持つ男PART2 1/2
  - 裸の銃を持つ男PART33 1/3 最後の侮辱
- 裸の銃を持つ逃亡者（ローレン・グッヒュー〈ケリー・ルブロック〉）
- バットマン vs スーパーマン ジャスティスの誕生（ジューン・フィンチ議員〈ホリー・ハンター〉）
- 波止場（イーディ・ドイル〈エヴァ・マリー・セイント〉）※テレビ朝日新版
- パトリオット（シャーロット〈ジョエリー・リチャードソン〉）※テレビ東京版
- パニック・イン・スタジアム（スリの女）※日本テレビ版
- パラダイム（キャサリン・ダンフォース〈リサ・ブロント〉）
- ハンニバル・ライジング（レクター夫人〈インゲボルガ・ダクネイト〉）
- ビーグル犬 シャイロシリーズ（ルイーズ・プレストン〈アン・ダウド〉）
  - ビーグル犬 シャイロ
  - ビーグル犬 シャイロ2
  - ビーグル犬 シャイロ3 -最終章-
- ヒート（ジャスティン・ハナ〈ダイアン・ヴェノーラ〉）※ソフト版
- 光る眼（ジル・マクゴーワン〈リンダ・コズラウスキー〉）※ソフト版
- ビジョン・クエスト/青春の賭け（カーラ〈リンダ・フィオレンティーノ〉）
- ヒップホップ・プレジデント（デブラ〈リン・ホイットフィールド〉）
- ビバリーヒルズを乗っ取れ!（ローラ・セージ〈ハーレイ・ジェーン・コザック〉）※VHS版
- 陽のあたる教室（アイリス・ホランド〈グレン・ヘドリー〉）※テレビ朝日版
- ピノキオ・シンドローム（ジェニファー・ギャリック）
- 秘密の絆（ヘレン・ホルト〈キャシー・ベイカー〉）
- ビヨンド・サイレンス（クラリッサ）
- ピラニア（ベッツィー）
- ピンクの豹（シモーヌ・クルーゾー〈キャプシーヌ〉）※テレビ東京版
- ピンク・パンサー3（オルガ〈レスリー＝アン・ダウン〉）
- ブーメラン（クリスティ〈レラ・ローション〉）※ソフト版
- ファーゴ（マージ〈フランシス・マクドーマンド〉）※テレビ東京版
- ファースト・ワイフ・クラブ（アニー・パラディス〈ダイアン・キートン〉）
- ファイナル・オプション（フランキー・リース〈ジュディ・デイヴィス〉）※テレビ朝日版
- ファミリー・プロット（フラン〈カレン・ブラック〉）※BD版
- フェティッシュ（ガブリエラ〈アンジェラ・ジョーンズ〉）
- フォートレス（ゼッド-10〈キャロリン・パーディ＝ゴードン〉）※VHS版
- 慕情（ハン・スーイン〈ジェニファー・ジョーンズ）※日本テレビ新録版
- ふたりのロッテ（サビーネ・クローガー〈コリンナ・ハルフォーフ〉）
- フライトナイト（エイミー・ピーターソン）※テレビ朝日版
- フライトプラン（エステラ）
- プライベート・ベンジャミン
- ブラインド・フューリー（リン・デブロー〈メグ・フォスター〉）
- フラバー うっかり博士の大発明（ベッツィ・カーライル〈ナンシー・オルソン〉）
- フラバァ・デラックス（ベッツィ・ブレイナード〈ナンシー・オルソン〉）
- フランキー・スターライト/世界で一番素敵な恋（ベルナデット〈アンヌ・パリロー〉）
- フランティック（ミシェル〈エマニュエル・セニエ〉）※TBS版
- フリー・ウィリー（アニー・グリーンウッド〈ジェイン・アトキンソン〉）※テレビ朝日版
- フリー・ウィリー2（アニー・グリーンウッド〈ジェイン・アトキンソン〉）※テレビ朝日版
- フリッパー（マーサ）
- プリティ・ガール（女王〈ミランダ・リチャードソン〉）
- プリティ・ヘレン（オードリー・デイヴィス〈ジョーン・キューザック〉）
- ブリングリング（ケイト〈アニー・フィッツジェラルド〉）
- フリントストーン/モダン石器時代（ウィルマ・フリントストーン〈エリザベス・パーキンス〉）
- ブルー きみは大丈夫（ビーの祖母〈フィオナ・ショウ〉[66]）
- フレッチ登場!/5つの顔を持つ男（ベッキー・アン・カルペッパー）※VHS版
- プロジェクト・イーグル（エイダ〈ドゥドゥ・チェン〉）※ソフト版
- ブロス/やつらはときどき帰ってくる（サリー・ノーマン〈ブルック・アダムス〉）※VHS版
- プロムナイト（ジュード）
- ベイビー・トーク（モリー〈カースティ・アレイ〉）※日本テレビ版
  - リトル★ダイナマイツ/ベイビー・トークTOO（モリー〈カースティ・アレイ〉）※日本テレビ版
- ベイブ（牧羊犬のフライ〈ミリアム・マーゴリーズ〉）※NHK版
- ベイブ/都会へ行く（牧羊犬のフライ〈ミリアム・マーゴリーズ〉）※NHK版
- ペギー・スーの結婚（キャロル・ヒース〈キャサリン・ヒックス〉）
- ベスト・キッド（ルシール・ラルーソー）※ソフト版
- ベスト・キッド3/最後の挑戦（ミロ夫人〈フランセス・ベイ〉）※DVD・BD版
- ベンジャミン・バトン 数奇な人生（エリザベス・アボット〈ティルダ・スウィントン〉）
- ホーム・アローン（ケイト・マカリスター〈キャサリン・オハラ〉）※テレビ朝日版
- ホーム・アローン2（ケイト・マカリスター〈キャサリン・オハラ〉）※テレビ朝日版
- ボイスレター（エリザベス）※ソフト版
- ホット・ロッド/目指せ!不死身のスタントマン（マリー〈シシー・スペイセク〉）
- ボディガード（レイチェル・マロン〈ホイットニー・ヒューストン〉）※フジテレビ版
- ボディ・トーク（ブレンダ〈ロビン・ライカー〉）
- 炎のランナー（ジェニー・リデル〈シェリル・キャンベル〉）
- ポパイ（オリーブ・オイル〈シェリー・デュヴァル〉）※機内上映版
- ポリスアカデミー5 マイアミ特別勤務（ケイト〈ジャネット・ジョーンズ〉）※ソフト版
- ポリス・ストーリー3（ヤン〈ミシェル・ヨー〉）
- ポワゾン（エミリー・ラッセル）※テレビ東京版
- ホワット・ライズ・ビニース（エレナ〈ウェンディ・クルーソン〉）
- 迷子の大人たち（ノーマ〈マーシャ・ゲイ・ハーデン〉）
- マイティ・ジョー（ルース・ヤング）※テレビ朝日版
- マウス・オブ・マッドネス（リンダ・スタイルズ〈ジュリー・カーメン〉）
- マスク・オブ・ゾロ（エスペランザ・デ・ラ・ベガ）※ソフト版
- マスターズ/超空の覇者（ティーラ）※テレビ朝日版
- マッド・シティ（博物館長〈ブライス・ダナー〉）※フジテレビ版
- マニアック（パット〈ケリー・パイパー〉）
- マニアック・コップ（ジーナ・シェパード）
- マネー・ピット（アンナ・フィールディング〈シェリー・ロング〉）※TBS版
- まぼろし（マリー〈シャーロット・ランプリング〉）
- マルホランド・ドライブ（リタ〈ローラ・ハリング〉）
- マンハッタン（メアリー・ウィルキ〈ダイアン・キートン〉）
- 見ざる聞かざる目撃者（アデル）
- ミストレス（ビヴァリー〈シェリル・リー・ラルフ〉）
- ミッドナイトクロス（サリー〈ナンシー・アレン〉）※テレビ朝日版
- ミュータント・ニンジャ・タートルズ2（エイプリル・オニール〈ペイジ・ターコウ〉）
- ムーラン（リー〈ロザリンド・チャオ〉[67]）
- むく犬ディグビー（ジャニーヌ〈アンジェラ・ダグラス〉）
- 無ケーカクの命中男/ノックトアップ（アリソンの母〈ジョアンナ・カーンズ〉）
- 無防備都市（マリーナ・マリー）※テレビ朝日版
- 名犬ラッシー/ラッシーの“クーガーはともだち”（キャロル・ドーソン〈メリー・アンダース〉）※VHS版
- 女神の継承（ノイ〈シラニ・ヤンキッティカン〉[68]）
- メル・ブルックス/新サイコ
- 面会時間（シーラ・マンロー〈リンダ・パール〉）
- 目撃（クリスティ・サリヴァン〈メロラ・ハーディン〉）※テレビ朝日版
- 屋根裏部屋の花たち（コリーン〈ヴィクトリア・テナント〉）
- ヤングガン2（ジェーン・グレートハウス）※VHS版
- ヤング・ゼネレーション（キャサリン・ベネット）
- 夢を生きた男/ザ・ベーブ（クレア・ホジソン〈ケリー・マクギリス〉）※ソフト版
- 48時間（エレイン〈アネット・オトゥール〉）※テレビ朝日版、（キャンディ〈オリビア・ブラウン〉）※日本テレビ旧録版
- ライアー ライアー（オードリー・リード〈モーラ・ティアニー〉）
- ライジング・サン（ジュンコ〈ティア・カレル〉）
- ラスト、コーション（イー夫人〈ジョアン・チェン〉）
- ラスト・ボーイスカウト（サラ・ハレンベック〈チェルシー・フィールド〉）※ソフト版
- ラストミッション（クリスティン・レナー〈コニー・ニールセン〉）
- ランナウェイ/逃亡者（ミミ・ルーリー〈ジュリー・クリスティ〉）
- ランボー/怒りの脱出（コー・バオ〈ジュリア・ニクソン＝ソウル〉）※日本テレビ版
- リバイアサン（マーティン〈メグ・フォスター〉）※VHS版
- ルーニー・テューンズ:バック・イン・アクション（ケイト〈ジェナ・エルフマン〉）
- ルビー・スパークス（カルヴィンの母親〈アネット・ベニング〉）
- レイジング・ケイン（ナン〈ガブリエル・カーテリス〉）
- レザーフェイス-悪魔のいけにえ（ヴァーナ〈リリ・テイラー〉）
- レジェンド・オブ・フラッシュ・ファイター 格闘飛龍 方世玉（苗翠花）※DVD版
- レディ・プレイヤー1（アリス[69]）
- ローザ・パークス物語（ローザ・パークス〈アンジェラ・バセット〉）
- ローズ家の戦争（スーザン〈マリアンネ・ゼーゲブレヒト〉）※ソフト版
- ロスト・レジェンド 失われた棺の謎（尊師〈リウ・シャオチン〉）
- ROCKER 40歳のロック☆デビュー（リサ〈ジェーン・リンチ〉）
- ロッキー4/炎の友情（ルミドラ・ドラゴ〈ブリジット・ニールセン〉）※TBS版
- ロッキー・ザ・ファイナル（マリー〈ジェラルディン・ヒューズ〉）
- ロックアップ（メリッサ〈ダーラン・フリューゲル〉）※ソフト版
- ロッタちゃんと赤いじてんしゃ（ママ〈ベアトリース・イェールオース〉）※ソフト版
- ロッタちゃん はじめてのおつかい（ママ〈ベアトリース・イェールオース〉）※ソフト版
- ロビンとマリアン（シスター・メアリー）※テレビ朝日版
- ロボコップ2（アンジー〈ガリン・ゴルグ〉）※テレビ朝日版
- 若草物語（エイミー〈エリザベス・テイラー〉）※NHK版
- WASABI（ソフィア〈キャロル・ブーケ〉）※テレビ東京版
- わたしは目撃者（アンナ・テルジ〈カトリーヌ・スパーク〉）
- ワンス・アポン・ア・タイム・イン・アメリカ（イヴ〈ダーラン・フリューゲル〉）※テレビ朝日版

#### ドラマ
- I AM 私の分岐点 シーズン2 #3（マリア〈レスリー・マンヴィル〉[70]）
- アナザー・ライフ〜天国からの3日間〜（リンダ・マッカレン / ラナ・カサラス〈ドナ・ミルズ〉）
- ER緊急救命室（アデール・ニューマン〈エリカ・ギンペル〉）
- イーストエンドの魔女たち（ジョアンナ〈ジュリア・オーモンド〉）
- イ・サン（チョンスン王后〈貞純王后〉〈キム・ヨジン〉）
- 宇宙船レッド・ドワーフ号（アーリーン・リマー〈スザンヌ・バーティッシュ〉）
- X-ファイル/炎（フィービー・グリーン〈アマンダ・ペイズ〉）※ソフト版
- NCIS: ニューオーリンズ シーズン2 #9（シーラ・フォンテイン）
- NCIS 〜ネイビー犯罪捜査班
  - シーズン4 #20（リンディ・クローショー）
  - シーズン7 #20（イヴリン・ウォレス）
  - シーズン9 #6（メアリー・コートニー〈シェリル・ラッド〉）
  - シーズン10 #8（ミランダ・ペネベーカー〈アレックス・キングストン〉）
  - シーズン11 #4（カトリーヌ・タヴィエ〈ロリータ・ダヴィドヴィッチ〉）
- エリザベート 〜愛と哀しみの皇妃（ゾフィー大公妃〈マルティナ・ゲデック〉）
- エレンの部屋（エレン・デジェネレス）
- オーシャンガール（ダイアン・ベイツ）
- 俺たち賞金稼ぎ!!フォール・ガイ2（テリー・マイケルズ〈マーキー・ポスト〉）
- カウボーイビバップ（ジュリア〈エレナ・サチン〉[71]）
- 救命医ハンク セレブ診療ファイル（ブライス・バラッド〈フランセス・コンロイ〉）
- キリング・イヴ/Killing Eve（キャロリン・マーテンズ〈フィオナ・ショウ〉）
- ギルモア・ガールズ（シーラ）
- glee/グリー（マリベル・ロペス〈グロリア・エステファン〉）
- クリミナル・マインド4 FBI行動分析課（リンダ・キムラ医師〈タムリン・トミタ〉）
- クリミナル・マインド 特命捜査班レッドセル（ベス・グリフィス〈ジャニーン・ガラファロー〉）
- 宮 -Love in Palace-（恵政官〈ソ・ファヨン〉）
- 刑事コロンボ 殺人処方箋（ジョーン・ハドソン）※日本テレビ版
- 刑事ナッシュ・ブリッジス シーズン1 #4（サラ・ウェイン・ネイションズ〈オーラン・ジョーンズ〉）
- こちらブルームーン探偵社 シーズン4 #11（ブリジット・グレイヴス）
- ザ・クラウン　マーガレット・サッチャー(ジリアン・アンダーソン)
- ザ・ハンガー シーズン1 #21（クラリモンド）
- ザ・プリテンダー 仮面の逃亡者（ジャロッドの母〈キム・マイヤーズ〉）
- サンクチュアリ（ヘレン・マグヌス〈アマンダ・タッピング〉）
- ジーニアス:世紀の天才 アインシュタイン（中年期のエルザ・アインシュタイン〈エミリー・ワトソン〉[72]）
- しあわせの処方箋（ステファニー）
- ジェシカおばさんの事件簿
  - シーズン1 #1（マルタ〈サマンサ・エッガー〉）
  - シーズン1 #13（パメラ・クレーン〈ベリンダ・モントゴメリー〉）
  - シーズン3 #1（ダニエラ〈バーバラ・ストック〉）
  - シーズン3 #19（リンダ・スティーブンス〈エレン・ブリー〉）
- The O.C.（レネー・ウィーラー）
- シカゴ・ファイア シーズン11 #10（シャロン・グッドウィン〈S・エパサ・マーカーソン〉）
- シャーロック・ホームズの冒険
  - 青い紅玉（ジェニー・ホーナー）
  - 高名の依頼人（キティ・ウィンター）
- ジョーイ シーズン2 #8（エレン・デジェネレス）
- 女王ヴィクトリア 愛に生きる（ルイーゼ・レーゼン〈ダニエラ・ホルツ〉）
- 私立探偵マグナム シーズン1 #9（ローラ・フレイザー）
- 新アウターリミッツ（カレン・ヘザートン〈レイ・ドーン・チョン〉、ゾーイ〈ミケーラ・ジェイ〉）
- 心理探偵フィッツ（ジェーン・ペンハリガン部長刑事〈ジェラルディーン・サマーヴィル〉）
- スカーレット/続・風と共に去りぬ（アン・ハンプトン〈アナベス・ギッシュ〉）
- スタートレックシリーズ（ディアナ・トロイ）
  - 新スタートレック
  - スタートレック:ヴォイジャー
  - スタートレック:エンタープライズ
  - スタートレック:ピカード
  - スタートレック:ローワーデッキ
- スティーヴン・キングのローズ・レッド（ジョイス・リードン教授〈ナンシー・トラヴィス〉）
- スピン・シティ シーズン6（クレア・シモンズ判事〈ファラ・フォーセット〉）
- スペース1999（サンドラ・ベネス〈ジーニア・マートン〉）※第2シーズンの吹き替え
  - ムーンベース・アルファからのメッセージ
- 則天武后（徐恵）
- ダイノトピア（ローズマリー・ウォルドー〈アリス・クリーグ〉）※ソフト版
- 探偵ハート&ハート
- 地上最強の美女たち!チャーリーズ・エンジェル
  - シーズン2 #19（エイミー・ジャーヴィス）
  - シーズン3 #15（ジャネット・エイムス）
- 地上最強の美女バイオニック・ジェミー
- チャームド 〜魔女3姉妹〜 シーズン5 #15（ドリス）
- 超音速攻撃ヘリ エアーウルフ
  - シーズン1 #3（ローラ・アーチャー）
  - シーズン2 #16（テレサ・グズマン〈ジュリー・カーメン〉）
  - シーズン3 #7（ローン・カーヴァー）、#17（アリシア・キンケイド）
- ツイン・ピークス（ローラ・パーマー / マデリーン・ファーガソン〈シェリル・リー〉）
  - ツイン・ピークス The Return
- ティーンズ救命隊（ジョアンナ）
- デスパレートな妻たち3（アルマ・ホッジ〈ヴァレリー・マハフェイ〉）
- ドーソンズ・クリーク（ゲイル・リアリー）
- 特捜刑事マイアミ・バイス（キャロライン・クロケット〈ベリンダ・モンゴメリー〉）
- ドクタークイン 大西部の女医物語
- ドクター・フー
- どこかでなにかがミステリー（アイリーン・ベル〈ベリンダ・メッツ〉）
- 特攻野郎Aチーム（ターニャ・ベーカー〈マリア・ヒーズリー〉）
  - シーズン1 #10（ロンダ、キャシー・ラドラム〈エイミー・スティール〉）、#11（ジャッキー・テーラー）
- ドリームランド 渚の四姉妹（シェリル〈フランシス・バーバー〉[73]）
- ナース・ジャッキー3（グレースの分析医）
- ナイトライダー
  - シーズン1 #14（リバティ・コックス〈ロビン・デアデン〉）
  - シーズン2 #13（ローレン・ジェーズ〈ウェンディ・キルボーン〉）
  - シーズン2 #17（クリスティーナ・ベルグストロム〈スザンヌ・バーンズ〉）
  - シーズン3 #14（“メル”メラニー・ミッチェル〈ロビン・デアデン〉）
  - シーズン4 #2 （カレン・フェレスター〈ジャニン・ターナー〉）
- ニュースルーム（レベッカ・ハリデー〈マーシャ・ゲイ・ハーデン〉）
- バーン・ノーティス 元スパイの逆襲 シーズン4 #11（エミリー）
- 覇王伝アッティラ（プラキディア〈アリス・クリーグ〉）
- ハッピーエンディング（ヤン・ソナ〈シム・ジヘン〉）
- バッファロー・ガールズ/カラミティ・ジェーンの半生（アニー・バークレー〈リーバ・マッキンタイア〉）※NHK版
- パパにはヒ・ミ・ツ（ケイト・ヘネシー〈ケイティ・サガール〉）
- パリの恋人（ハン・ギヘ）
- HAWAII FIVE-0（ケイティ〈シンシア・ワトロス〉）
- ヒルストリート・ブルース
  - シーズン1 #14・15（サンドラ・ポーリー〈ミミ・ロジャース〉）
  - シーズン6 #2（デビー・クレイグ）、#20（ケイト・マクブライド〈リンゼイ・クローズ〉）
- ファン・ジニ（メヒャン〈キム・ボヨン〉）
- ふたりは最高!ダーマ&グレッグ
  - シーズン3 #12（シンシア〈キャサリン・デント〉）
  - シーズン4 #15（ジャッキー〈モーガン・フェアチャイルド〉）
  - シーズン5（ナンシー）
- THE BRIDGE/ブリッジ3（リン・ビョルクマン〈マリーア・クッレ〉）
- FRINGE/フリンジ（エリザベス・ビショップ）
- 北京バイオリン（裁判官）
- BONES（キャサリン・ブライアー博士〈レナ・ソファー〉）
- 冒険野郎マクガイバー
  - シーズン1 #7（ケリー・ニールソン〈ケイ・レンツ〉）、#12（カレン・ブレイク〈ウェンディ・シャール〉）、#21（マリア・カーソフ〈シャロン・モーン〉）
  - シーズン2 #21（キャロル・ヴァーネイ〈ナナ・ヴィジター〉）
- ホワイトカラー（クラーク判事）
- マードック・ミステリー 〜刑事マードックの捜査ファイル〜（サラ・ペンソール）
- ミッキーマウス60周年記念（ミア・ラウド〈ジル・アイケンベリー〉）
- ミレニアム（キャサリン）
- 名探偵ポワロ
- 名探偵モンク4（ダイアン・ブルックス）
- THE MENTALIST メンタリストの捜査ファイル（クリスティーナ・フライ〈レスリー・ホープ〉）
  - シーズン5 #18（ディアンドラ・サンダーランド）
- モンスターズ シーズン1 #24（リア〈リンダ・ブレア〉）
- 誘拐交渉人（アンジェラ・ベドーズ〈ヘレン・バクセンデール〉）
- リ・ジェネシス バイオ犯罪捜査班（レイチェル・ウッズ〈ウェンディ・クルーソン〉）
- リプレイスメント 〜全てを奪う女〜（ケイ・ギリーズ〈ネーヴ・マッキントッシュ〉）
- ローズマリーの赤ちゃん〜パリの悪夢〜（マルゴー・カスタベット〈キャロル・ブーケ〉）
- ロビンソン一家漂流記（エリザベス・ロビンソン〈マーゴ・ガン〉）

#### 人形劇（吹き替え）
- ネビュラ75（モンター卿夫人[74]）

#### アニメ
- 史上最強のグーフィー・ムービー Xゲームで大パニック!（シルビア・マーポル）
- 劇場版ムーミン パペット・アニメーション〜ムーミン谷の夏まつり〜（ムーミンママ）
- スター・ウォーズ レジスタンス（レイア姫）
- ダイナソー（プリオ）
- デルゴ（セデッサ）
- トランスフォーマーシリーズ
  - 戦え!超ロボット生命体トランスフォーマー（カーリー[75]）
  - 戦え!超ロボット生命体トランスフォーマー2010（カーリー[76]、王女[77]、ジェシカ[77]）
- バットマン（キャットウーマン / セリーナ・カイル）
- ピクシー・ホロウ・ゲームズ 妖精たちの祭典（クラリオン女王）
- ファインディング・ドリー（ジェニー）
- まんが宇宙大作戦（ウフーラ）
- ミュータント・タートルズ（2012年版）（クランゲ皇帝）
- モンスターVSエイリアン（ウェンディ・マーフィー）
- ヨセフ物語 〜夢の力〜（ズレイカ〈ポティファルの妻〉）
- LEGO スター・ウォーズ エンパイア・ストライクス・アウト（レイア姫）
- LEGO スター・ウォーズ/オールスターズ（レイア姫）
- LEGO スター・ウォーズ/サマー・バケーション（レイア姫）
- ロボコップ THE ANIMATION

### 特撮
- ウルトラマンレオ（1974年、マイティ松本の夫人）
- 星獣戦隊ギンガマン（1998年、イリエスの声）
- 星獣戦隊ギンガマンVSメガレンジャー（1999年、イリエスの声）
- スターぼうず（2000年、ジョセフィーヌの声）

### テレビドラマ
- 火曜サスペンス劇場・名無しの探偵3 愛の復讐（日本テレビ系列） - 探偵の元妻の声

### テレビ番組
- ショウビズTODAY（テレビ朝日系列） - ナレーション
- 地球ドラマチック（ボイスオーバー）
  - 「ドラゴンは生きていた!?」
  - 「新説!ストーンヘンジの謎」
- テマノビ〜手間のかかった美しさ〜（2015年4月7日 - 、テレビ東京） - ナレーション
- 木曜洋画劇場（不定期ナレーション）
- 奇跡のレッスン（ボイスオーバー）
- 驚き!ニッポンの底力「鉄道王国物語4」（NHK BSプレミアム） - ナレーション
- Mr.サンデー（2019年10月 - 、フジテレビ） - ナレーション[78]

### 人形劇
- こどもにんぎょう劇場
  - 「王さまのたいこ」
  - 「みどりのゆび」

### ラジオドラマ
- 終戦記念日特集・奇跡の生還から67年 餓島ふたたび（語り）
- 青春アドベンチャー（NHK-FM）
  - 『00-03 都より愛をこめて』（2020年4月20日 - 5月1日）[79] - ミヤコ、ボス 役

### パチンコ
- SANKYO「CRフィーバースター・ウォーズ ダース・ベイダー降臨」（レイア・オーガナ）

### テーマパーク
- ニモ&フレンズ・シーライダー（ジェニー）